# Felix Barth
Felix Barth (12 tháng 10 năm 1851 tại Lichtenwalde ở Chemnitz – 22 tháng 9 năm 1931 ở Dresden) là một sĩ quan quân đội Sachsen, đã được thăng đến cấp Thượng tướng Bộ binh. Ông từng tham chiến trong cuộc Chiến tranh Pháp-Đức (1870 – 1871) và thực hiện một số nhiệm vụ tại Ba Lan trong cuộc Chiến tranh thế giới thứ nhất (1914 – 1918).

## Tiểu sử
Barth sinh năm 1851 tại Lichtenwalde, là con trai của một viên quan. Ông đã học tại Trường Thomas ở Leipzig cho đến khi tốt nghiệp bằng Abitur vào năm 1870.
Sau đó, ông đã gia nhập quân đội Sachsen và giữ vai trò là một học viên sĩ quan (Fahnenjunker) trong Trung đ8oàn Pháo dã chiến số 48. Trong Chiến dịch Pháp vào các năm 1870 – 1871, ông đã tham chiến trong biên chế Trung đoàn Bộ binh số 107 (số 8 Sachsen) "Vương tử Johann Georg". Sau khi cuộc chiến tranh chấm dứt với chiến thắng của người Đức, ông trải qua các cấp bậc Thiếu úy (1872), Trung úy (1878), Đại úy (1886), Thiếu tá (1891), Thượng tá (1896) và Đại tá (1899). Tiếp theo đó, Barth được phong quân hàm Thiếu tướng vào năm 1903 rồi Trung tướng vào năm 1907. Trong thời gian phục vụ của mình, ông đã chức vụ sĩ quan phụ tá của Trung đoàn Bộ binh số 107 ở Leipzig và Trung đoàn Bộ binh số 133 (số 9 Sachsen) ở Zwickau. Ngoài ra, ông cũng từng là sĩ quan phụ tá của Lữ đoàn Bộ binh số 47 (số 3 Vương quốc Sachsen) ở Leipzig. Tiếp sau đó, ông được bổ nhiệm vào Bộ Tham mưu của Sư đoàn số 24 (số 2 Vương quốc Sachsen) vào ngày 1 tháng 1 năm 1891, rồi Sư đoàn số 23 (số 1 Vương quốc Sachsen) vào ngày 1 tháng 10 năm 1892. Cả hai sư đoàn này đều thuộc về biên chế Quân đoàn XII (I Vương quốc Sachsen) tại kinh đô Dresden, và vào ngày 26 tháng 3 năm 1899 ông được lãnh chức Tham mưu trưởng của quân đoàn. Kể từ ngày 4 tháng 9 năm 1902 cho đến năm 1903, ông là Tổng tham mưu trưởng quân đội Sachsen ở Dresden, và trên cương vị này ông là một cánh tay phải của Thái tử Georg. Người kế tục của ông là Thiếu tướng Georg Freiherr von Wagner. Vào ngày 25 tháng 3 năm 1907, ông được bổ nhiệm làm Sư trưởng của Sư đoàn số 40 (số 4 Vương quốc Sachsen) ở Chemnitz. Ông chỉ huy sư đoàn này cho đến khi xuất ngũ vào ngày 23 tháng 10 năm 1908.
Hơn một tháng sau khi Đức tham gia Chiến tranh thế giới thứ nhất, ông được triệu hồi vào năm 1915. Ngày 6 tháng 10 năm đó, ông được Bộ Chỉ huy Tối cao quân đội Đức trên Mặt trận phía Đông (Ober Ost) bổ nhiệm làm Thống đốc quân sự ở Łódź. Từ năm 1917, dưới sự chỉ đạo của Thượng tướng Hans von Beseler, Barth đã xây dựng quân đội Ba Lan thuộc Đức ở Warschau và tích cực huấn luyện cũng như trang bị cho các lực lượng này. Vào năm 1918, ông được thay thế bởi viên tướng người Ba Lan Henryk Minkiewicz và trở về Đức để chỉ huy một sư đoàn bộ binh từ ngày 6 tháng 11 cho đến ngày 13 tháng 11 năm đó.

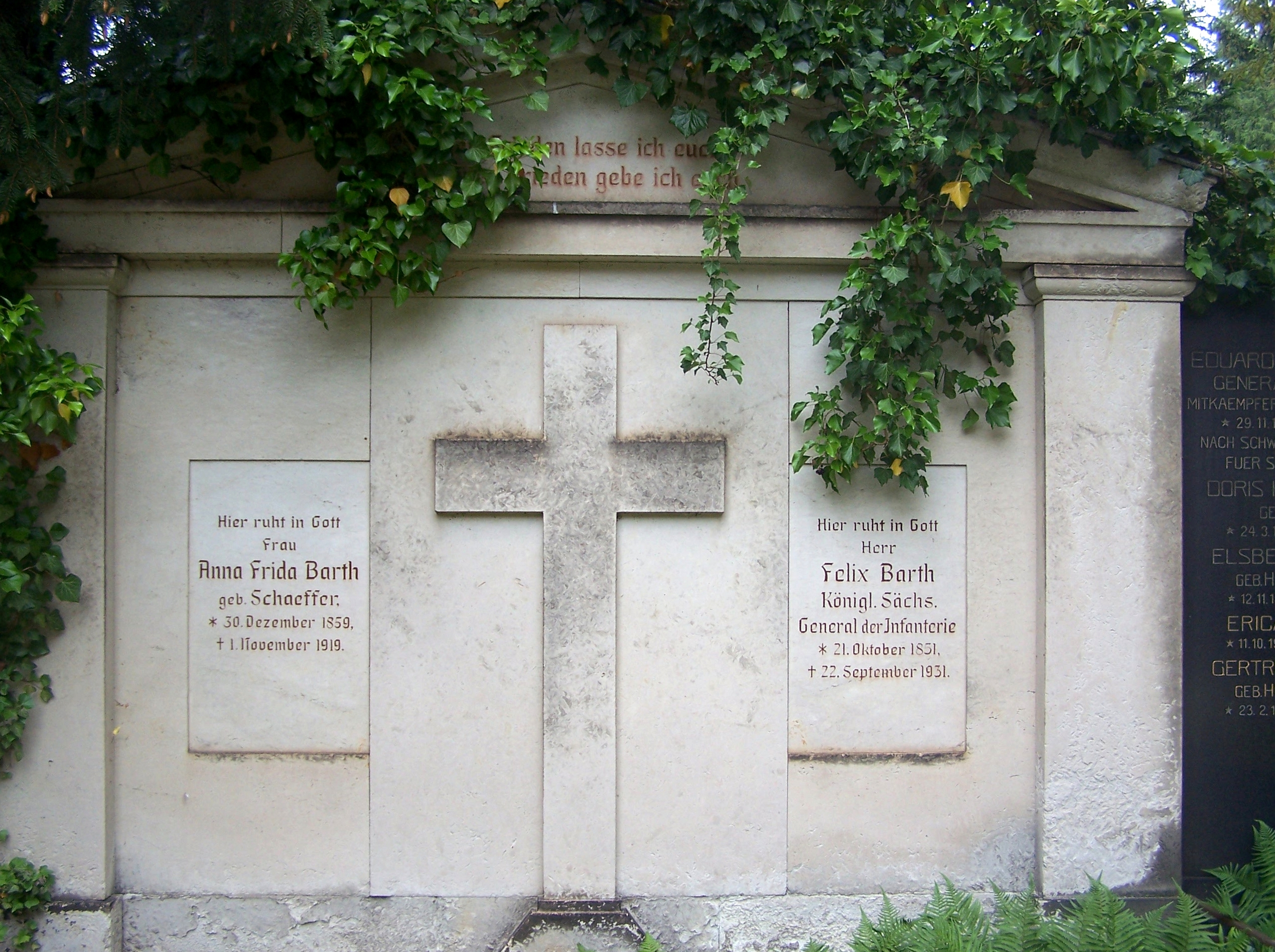
Mộ phần Felix Barth ở nghĩa trang Nordfriedhof tại Dresden.

Ông là một thành viên của Hiệp hội Địa lý Dresden (Vereins für Erdkunde zu Dresden) Barth đã kết hôn với bà Anna Frida Barth (1859 – 1919), tên khai sinh là Schaeffer. Ông từ trần năm 1931 ở Dresden và được mai táng ở Nordfriedhof.

## Tặng thưởng
- Đại Thập tự của Huân chương Albrecht với Ngôi sao Bạc
- Thập tự Chỉ huy của Huân chương Franz Joseph của Đế quốc Áo-Hung
- Thập ác Vàng sau 25 năm phục vụ xuất sắc